# ブルネイの政党
ブルネイの政党（ブルネイのせいとう）では、ブルネイの政党について説明する。

## 歴史
かつてブルネイの議会である立法評議会の議員は選挙によって選出されていたが、1970年以降は国王による任命方式に変わった。以後選挙は開催されていないが、国内では3つの政党が合法的な存続を認められている。

## 合法政党
- ブルネイ国民連帯党（国家連帯党、PPKB。英語版）
- ブルネイ人民意識党（PAKAR。英語版）
- 国家開発党（NDP。英語版）

## 非合法政党
- ブルネイ人民党（PRB。英語版）：1962年に武装蜂起を起こし、当時の政府によって非合法化。今日でも結党禁止である。